# Dendrobeania lichenoides
Dendrobeania lichenoides is een mosdiertjessoort uit de familie van de Bugulidae. De wetenschappelijke naam van de soort is voor het eerst geldig gepubliceerd in 1900 door Robertson.